# ドナルド・ピーターマン
ドナルド・ピーターマン（Donald William Peterman, ASC、1932年1月3日 - 2011年2月5日）は、アメリカ合衆国の撮影監督。ドン・ピーターマン(Don Peterman)とも表記される。
ロサンゼルス出身。高校卒業後陸軍に入隊、その中でドキュメンタリーの撮影を行う。22歳で除隊後、映画撮影スタジオに入り、キャリアをスタートさせる。
1979年から撮影監督として映画の撮影に携わり、ロン・ハワードやバリー・ソネンフェルド、ロン・アンダーウッド監督作品の撮影を多く行う。1983年の『フラッシュダンス』と1986年の『スタートレックIV 故郷への長い道』でアカデミー撮影賞に2回ノミネートされた。1984年から全米撮影監督協会(A.S.C.)の会員だった。
2011年2月5日、骨髄異形成症候群のため死去、79歳。

## 主なフィルモグラフィー
- 事件記者コルチャック Kolchak: The Night Stalker (1974) テレビドラマ、1話分
- 夕暮れにベルが鳴る When a Stranger Calls (1979)
- マルホランド・ラン/王者の道 King of the Mountain (1981)
- ベストフレンズ Rich and Famous (1981)
- 病院狂時代 Young Doctors in Love (1982)
- キスミー・グッバイ Kiss Me Goodbye (1982)
- フラッシュダンス Flashdance (1983)
- おかしな関係 Best Defense (1984)
- スプラッシュ Splash (1984)
- コクーン Cocoon (1985)
- アメリカン・フライヤーズ American Flyers (1985)
- ガン・ホー Gung Ho (1986)
- スタートレックIV 故郷への長い道 Star Trek IV: The Voyage Home (1986)
- 大災難P.T.A. Planes, Trains and Automobiles (1987)
- 結婚の条件 She's Having a Baby (1988)
- テンプテーション15才 She's Out of Control (1989)
- ハートブルー Point Break (1991)
- ミスター・サタデー・ナイト Mr. Saturday Night (1992)
- アダムス・ファミリー2 Addams Family Values (1993)
- 眠れない夜はあなたと Speechless (1994)
- ゲット・ショーティ Get Shorty (1995)
- メン・イン・ブラック Men in Black (1997)
- マイティ・ジョー Mighty Joe Young (1998)
- グリンチ How the Grinch Stole Christmas (2000)